# Fernando Alves Santa Clara
Fernando Alves Santa Clara, detto Fernandinho (Ilhéus, 16 aprile 1981), è un ex calciatore brasiliano, di ruolo difensore.

## Caratteristiche tecniche
Gioca come difensore laterale sinistro e centrocampista.

## Carriera

### Club
Ha trascorso la maggior parte della sua carriera nel Vitória; nel 2005 fu mandato in prestito al Vasco da Gama e nel 2007 è passato al Cruzeiro.

## Palmarès

### Club

#### Competizioni nazionali
- Campionato Baiano: 4

Vitória: 1999, 2000
- Campionato del Nordest: 1

Vitória: 1999
- Campionato Catarinense: 1

Criciúma: 2005
- Campeonato Brasileiro Série C: 1

Criciúma: 2006
- Campionato Mineiro: 2

Cruzeiro: 2008, 2009